# Batalla de Misratah
La batalla de Misratah va ser una batalla decisiva durant la Revolució Líbia on s'enfrontaren les forces de Muammar al-Gaddafi contra les dels rebels i l'OTAN a la ciutat de Misratah, entre el 18 de febrer i el 15 de maig de 2011. Després de quasi 3 mesos d'assetjaments i combats el resultat va ser de victòria rebel. Els enfrontaments es van cobrar la vida d'uns 1.000 rebels i uns 500 pro-gadafistes. Es tracta de la batalla més llarga del conflicte libi. La intervenció naval i aèria de l'OTAN va marcar un punt d'inflexió en contra dels gadafistes.